# 威德王 (百濟)
威德王（：／ Wideok-wang；526年—598年12月）是百濟第二十七代王，公元554年至598年在位。根據《三國史記》記載，威德王名扶餘昌（：／ Buyeo Chang），在《隋書》和《日本書紀》中以余昌之名登場。《三國遺事·王曆》則稱他名叫扶餘高或扶餘明。
威德王是聖王的元子。在位期間，向日本傳輸經論，大量派遣學者以及律師、禪師、比丘尼、呪禁師等僧侶集團，並派遣製造佛像的技術者和建造寺刹的木工。此後，又派遣金屬工藝師和造瓦技術者渡海赴日本。583年，在敏達天皇的邀請下，威德王派遣高僧日羅赴日本。584年，贈送給日本彌勒石像一尊。588年，威德王向日本贈送佛舍利以及僧侶六名，並派遣鑪盤博士將德白昧淳、瓦博士麻奈文奴、陽貴文、昔麻帝彌等四人，以及畫工一人，為日本提供了建設寺刹的必要技術者，向日本傳播百濟的工藝美術。

## 生平
聖王在位期間，扶餘昌就以太子身份參與國政。當時百濟與新羅同盟共伐高句麗，共同奪取了漢江流域。但新羅卻背信棄義地攻取了百濟所奪取的地域。對此扶餘昌不顧群臣反對，對新羅持強硬政策，使聖王下定攻打新羅的決心。554年，百濟聯合大伽倻和倭國（日本）一起討伐新羅，扶餘昌以自身為先鋒，攻打管山城。對此聖王深感憂慮，便以慰勞為名率軍親自前往管山城。途中遭到新羅伏兵的趁夜襲擊，聖王被俘殺害。扶餘昌遭到新羅軍隊的包圍，在倭軍將領鞍橋君的救援下逃出生天。對此扶餘昌深懷罪責感，想要出家，但遭到群臣的強力勸阻，最終才確定要繼承王位。扶餘昌為聖王服了三年喪，以表達自己對父王之死的懺悔，之後在557年正式繼承王位，是為威德王。
聖王的戰死使百濟陷入了不安，身為太子的扶餘昌肩負著家運，此時高句麗又趁機入侵。就在聖王陣亡的三個月後，高句麗的陽原王在新羅的遊說下，派遣軍隊攻擊百濟的都城熊津，被百濟擊退。
威德王在位期間，向原同盟國伽倻派遣密使，摸索在被新羅搶奪的伽倻地域再建伽倻的方法。561年陰曆七月，百濟發起對新羅的攻擊，伽倻收到百濟的厚利驅使而內附百濟，並向新羅發起佯攻。然而百濟受到新羅的反擊，死傷千餘人敗退。新羅軍隊趁著餘威攻擊伽倻。伽倻支援百濟給予新羅入侵百濟以口實，翌年新羅派遣異斯夫、斯多含入侵伽倻，迅速控制了伽倻全境。此後，威德王又於577年侵略新羅西部邊界地帶，也被新羅擊敗。
在戰爭威脅解除之後，威德王實行孤立高句麗的外交戰略。威德王在位期間，與南北朝各朝廷都有友好往來的記錄。據《三國史記》記載，威德王於577年、584年、586年三次向南朝陳朝貢；577年、578年向北周朝貢；572年向北齊朝貢。北齊後主於570年冊封威德王為「使持節、侍中、車騎大將軍、帶方郡公、百濟王」；次年又授予他「使持節、都督東青州諸軍事、東青州刺史」的稱號。隋朝建立後，威德王於581年遣使進貢，隋文帝封之為「上開府、儀同三司、帶方郡公」。589年隋朝滅陳期間，有一隻隋軍戰船飄至耽牟羅國。該船歸國時途經百濟，威德王以禮待之，並遣使慶賀隋朝滅陳。隋文帝下詔表示嘉獎，並說百濟路途遙遠，不必年年前來朝貢。
598年，威德王聽說隋朝進攻高句麗，便派遣長史王辨那赴隋，表示願意為隋軍提供通行的道路。隋朝被高句麗擊敗，隨後高句麗的嬰陽王卑辭向隋朝求和，隋文帝便同意與高句麗和解，厚賜了百濟的使者並拒絕了威德王的請求。嬰陽王得知此事後大為光火，派兵入侵百濟報復，大肆劫掠而歸。就在百濟處於如此困境之中時，威德王於同年陰曆十二月病逝。其墳墓位於扶餘陵山里古墳群之中（在今大韓民國忠清南道扶余郡）。
根據《日本書紀》的記載，威德王之子阿佐太子曾於597年來到日本，為聖德太子繪製了日本歷史上第一幅肖像畫《唐本御影》。而遠赴日本的百濟琳聖太子（余義照），按傳統史料的說法是聖王的第三子，但琳聖生於577年，聖王卻於554年就去世，現代學者多認為是誤記，琳聖實為威德王第三子。

## 影視形象
| 演員   | 年代          | 電視台 | 劇名   |
| ------ | ------------- | ------ | ------ |
| 政旭   | 2005年~2006年 | KBS    | 薯童謠 |
| 金敏俊 | 2016年~2017年 | KBS    | 花郎   |